# 서지혜 (1984년)
서지혜(徐智慧, 1984년 8월 24일 ~ )는 대한민국의 배우이다.

## 학력
- 서울용두초등학교(졸업)
- 숭인중학교(졸업)
- 신경여자실업고등학교(졸업)
- 성균관대학교 예술대학 연기예술학과(학사)

## 방송 출연

### 드라마
- 2003년 SBS 수목 특별기획 드라마 《올인》 ... 애숙 / 미희 역
- 2003년 KBS2 단막극 《결혼 이야기 - 사랑을 소매치기하다》 ... 최수진 역
- 2004년 SBS 주말 특별기획 드라마 《폭풍 속으로》 ... 유리 역
- 2004년 MBC 수목 미니시리즈 《결혼하고 싶은 여자》 ... 송유리 역
- 2004년 SBS 드라마 스페셜 《형수님은 열아홉》 ... 강예림 역
- 2005년 KBS2 월화 미니시리즈 《그녀가 돌아왔다》 ... 차주하 역
- 2005년 ~ 2006년 MBC 주말 특별기획 대하드라마 《신돈》 ... 노국공주 / 반야 역
- 2006년 MBC 단막극 《MBC 베스트극장 - 새는》 ... 정은서 역
- 2006년 MBC 수목 미니시리즈 《오버 더 레인보우》 ... 마상미 역
- 2006년 MBC 단막극 《MBC 베스트극장 - 그 집엔 누가 사나요?》 ... 태영 역
- 2007년 MBC 2부작 특집극 《향단전》 ... 향단 역
- 2008년 SBS 월화 미니시리즈 《사랑해》 ... 나영희 역
- 2008년 MBC 저녁 일일연속극 《춘자네 경사났네》 ... 연분홍 역
- 2010년 MBC 주말 특별기획 대하드라마 《김수로》 ... 허황옥 역
- 2010년 KBS2 단막극 《KBS 드라마 스페셜 - 달팽이 고시원》 ... 미루 역
- 2011년 SBS 드라마 스페셜 《49일》 ... 신인정 역
- 2012년 KBS1 저녁 일일연속극 《별도 달도 따줄게》 ... 한채원 역
- 2013년 MBC 단막극 《드라마 페스티벌 - 나 엄마 아빠 할머니 안나》 ... 엄마 역
- 2014년 JTBC 저녁 일일연속극 《귀부인》 ... 윤신애 역
- 2014년 ~ 2015년 SBS 월화 미니시리즈 《펀치》 ... 최연진 역
- 2015년 SBS 2부작 수요 특집드라마 《설련화》 ... 최유라 역
- 2016년 SBS 주말 특별기획 드라마 《그래, 그런거야》 ... 이지선 역
- 2016년 SBS 드라마 스페셜 《질투의 화신》 ... 홍혜원 역
- 2017년 SBS 월화 미니시리즈 《귓속말》 ... 최연진 역 (특별출연)
- 2017년 ~ 2018년 KBS2 수목 특별기획 드라마 《흑기사》 ... 샤론 / 최서린 역
- 2018년 SBS 드라마 스페셜 《흉부외과 - 심장을 훔친 의사들》 ... 윤수연 역
- 2019년 tvN 주말 미니시리즈 《사랑의 불시착》 ... 서단 역
- 2020년 MBC 월화 미니시리즈 《저녁 같이 드실래요?》 ... 우도희 역
- 2021년 APPLEtv 6부작 오리지널 시리즈 《Dr. 브레인》 ... 최수석 역
- 2022년 DISNEY+ 오리지널 시리즈 《키스 식스 센스》 ... 홍예술 역
- 2022년 tvN 수목 미니시리즈 《아다마스》 ... 은혜수 역
- 2022년 ~ 2023년 TV조선 주말 미니시리즈 《빨간풍선》 ... 조은강 역
- 2024년 tvN 주말 미니시리즈 《엄마친구아들》 ... 장태희 역
- 2025년 Wavve 오리지널 시리즈 《리버스》 ... 함묘진 역

### 영화
| 연도   | 제목                   | 역할      | 감독   | 비고 |
| ------ | ---------------------- | --------- | ------ | ---- |
| 2005년 | 《여고괴담 4: 목소리》 | 강선민    | 최익환 |      |
| 2007년 | 《상사부일체》         | 한수정    | 심승보 |      |
| 2010년 | 《서서 자는 나무》     | 김순영    | 송인선 |      |
| 2011년 | 《수상한 고객들》      | 이혜인    | 조진모 |      |
| 2018년 | 《창궐》               | 후궁 조씨 | 김성훈 |      |

### 예능 프로그램
| 연도   | 방송사 | 제목                        |
| ------ | ------ | --------------------------- |
| 2003년 | KBS    | 장미의 전쟁                 |
| 2014년 | JTBC   | 미친유럽 예뻐질지도         |
| 2016년 | SBS    | 런닝맨(게스트)              |
| 2016년 | MBC    | 황금어장 라디오스타(게스트) |
| 2017년 | 패션N  | 팔로우 미(follow 美) 시즌8  |
| 2020년 | MBC    | 나 혼자 산다                |

### 뮤직 비디오
| 연도   | 가수                | 제목                |
| ------ | ------------------- | ------------------- |
| 2002년 | 태무                | 눈이 내리네         |
| 2002년 | 태무                | 별                  |
| 2005년 | 은휼                | 붙잡고 싶어질테니까 |
| 2007년 | 플라이 투 더 스카이 | 사랑해              |
| 2009년 | 박상민              | 니가 그리운 날엔    |

## 광고 출연
- 롯데제과 - 날씬감자
- 롯데칠성음료 - 레쓰비
- CJ기업 "빗방울교향곡"편
- 불가리스 프라임
- GS E STORE
- Sweet Soup
- 유니온베이
- 오뚜기 - 맛있는 리조뜨
- KTF - 커플파이
- KT&G
- LG유니참 - 바디피트
- 롯데제과 - 애니타임
- 나산 메이폴
- 청구건설 지벤
- 존슨앤드존슨 - 클린앤클리어
- 인디에프 - 메이폴
- 동아오츠카 - 그린타임
- SK-ll
- 광신프로그레스
- 벨포트 - 레노
- 벨포트 - 애쌍시엘
- 헤라 UV 미스트 쿠션 캠페인광고
- 밀키드레스
- 바나브(VanaV)
- 한국P&G - 다우니
- 센트룸
- 마음골프(주) - 티업비전2
- 유세린(Eucerin)
- 카누 라떼
- 비비안 탐(VIVIENNE TAM)
- 아모스프로페셔널(Amos Professional)
- 시세이도(Shiseido)
- 셀트리온스킨큐어-이너랩(INNERLAB)
- 미샤(MISSHA)
- 폴앤조(Paul&Joe)
- 보보(VOVO)코퍼레이션-보보 스타일먼트(VOVO STYLEMENT)
- 보보(VOVO)코퍼레이션-보보 이문센(VOVO IMUNSEN)
- 시니피에(SIGNIFIE)

## 경력
- 2008년 서울국제만화애니메이션 페스티벌 홍보대사
- 2010년 김해시 홍보대사
- 2012년 단막극 페스티벌 홍보대사

## 수상 및 후보
| 연도 | 시상식                         | 부문                                               | 작품                          | 결과 |
| ---- | ------------------------------ | -------------------------------------------------- | ----------------------------- | ---- |
| 2005 | MBC 연기대상                   | 신인상                                             | 신돈                          | 수상 |
| 2011 | SBS 연기대상                   | 드라마스페셜부문 여자 우수연기상                   | 49일                          | 후보 |
| 2011 | KBS 연기대상                   | 특집ㆍ단막극상 여자부문                            | 달팽이고시원                  | 후보 |
| 2012 | KBS 연기대상                   | 일일극부문 여자 우수연기상                         | 별도 달도 따줄게              | 수상 |
| 2015 | 광주국제영화제 드라마어워즈    | 베스트스타상                                       | 펀치                          | 수상 |
| 2015 | SBS 연기대상                   | 중편드라마부문 여자 특별연기상                     | 펀치                          | 후보 |
| 2016 | SBS 연기대상                   | 로맨틱코미디부문 여자 특별연기상                   | 질투의 화신                   | 수상 |
| 2018 | SBS 연기대상                   | 수목드라마부문 여자 우수연기상                     | 흉부외과 - 심장을 훔친 의사들 | 수상 |
| 2018 | KBS 연기대상                   | 중편드라마부문 여자 우수연기상                     | 흑기사                        | 후보 |
| 2020 | 제56회 백상예술대상            | TV부문 여자 조연상                                 | 사랑의 불시착                 | 후보 |
| 2020 | 제56회 백상예술대상            | 바자 아이콘상                                      | 빈칸                          | 수상 |
| 2020 | MBC 연기대상                   | 월화 미니시리즈ㆍ단막드라마 부문 여자 최우수연기상 | 저녁 같이 드실래요?           | 후보 |
| 2021 | 제7회 아시아태평양 스타 어워즈 | 미니시리즈 여자 우수연기상                         | 사랑의 불시착                 | 후보 |

## 가족
- 아버지 故 서세원 (1956년생, 2023년 사망)
- 어머니 서정희 (1962년생)
- 언니 서동주
- 동생 서지은, 서종우 (1985년생)